# Quai Charles-de-Gaulle
Pour les articles homonymes, voir Charles de Gaulle (homonymie).
Le quai Charles-de-Gaulle est un quai situé sur la rive gauche du Rhône à Lyon dans le 6e arrondissement.

## Situation et accès
Il commence au rond-point sur Villeurbanne à 200 m en amont du pont Raymond-Poincaré et longe le côté ouest de la Cité internationale.
Il se termine au pont Winston-Churchill. Il est prolongé vers le sud par l'avenue de Grande-Bretagne.
Sa longueur est d'environ 1,9 km.

## Origine du nom
Cette voie rend honneur à Charles de Gaulle (1890-1970), général, chef de la France libre et président de la République française de 1959 à 1969. Ce nom est attribué au quai le 14 février 1994, par délibération municipale.

## Historique
Ce quai a été construit en 1994, en même temps que la Cité internationale qu'il dessert. Il remplace le quai Achille-Lignon, devenu allée Achille-Lignon, qui surplombait le bord du Rhône.

## Bâtiments remarquables et lieux de mémoire
- no 50 : centre de Congrès de Lyon
- no 70 : casino Le Pharaon[4]
- no 81 : musée d'art contemporain de Lyon
- no 200 : siège d'Interpol